# Július Weibel
Július Weibel (* 21. září 1957) je bývalý slovenský fotbalista. Po skončení aktivní kariéry působí jako trenér.

## Fotbalová kariéra
V československé lize hrál za ZVL Žilina. Nastoupil v 1 ligovém utkání. Ve druhé nejvyšší soutěži hrál za ZVL Považská Bystrica a Slovan Duslo Šaľa, nastoupil v 69 utkáních a dal 7 gólů.

## Ligová bilance
| Ročník                                      | Zápasy | Góly | Klub                  |
| ------------------------------------------- | ------ | ---- | --------------------- |
| 1. československá fotbalová liga 1982/83    | 1      | 0    | ZVL Žilina            |
| 1. slovenská národní fotbalová liga 1984/85 | 27     | 6    | ZVL Považská Bystrica |
| 1. slovenská národní fotbalová liga 1985/86 | 18     | 0    | ZVL Považská Bystrica |
| 1. slovenská národní fotbalová liga 1988/89 | 26     | 1    | Slovan Duslo Šaľa     |
| CELKEM                                      | 30     | 2    |                       |